# Eristalis fenestrata
Eristalis fenestrata är en tvåvingeart som beskrevs av Meijere 1908. Eristalis fenestrata ingår i släktet slamflugor, och familjen blomflugor. Inga underarter finns listade i Catalogue of Life.